# Маршалл, Уилли
Уилмотт Дж. (Уилли) Маршалл (англ. Wilmott J. "Willie" Marshall; 1 декабря 1931, Керкланд-Лейк, Онтарио, Канада — 2 июня 2023, Лебанон, Пенсильвания, США) — канадский хоккеист, нападающий и хоккейный тренер. Провёл ряд игр в НХЛ в составе «Торонто Мейпл Лифс», но большую часть карьеры играл в АХЛ, став самым результативным игроком в её истории. Обладатель рекордов лиги по количеству проведённых игр, голов, результативных передач и очков по системе «гол плюс пас», трёхкратный обладатель Кубка Колдера с клубами «Питтсбург Хорнетс» (1955) и «Херши Бэрс» (1958, 1959). В честь спортмена назван Уилли Маршалл Эворд — приз, которым награждается самый результативный игрок сезона в АХЛ.

## Биография
Родился в Керкланд-Лейк (Онтарио), один из девяти детей в семье Уильяма Чарльза Маршалла и Лоренцы Маршалл (урождённой Гру). Играл в молодёжных командах в структуре клуба НХЛ «Торонто Мейпл Лифс». В сезоне 1949/1950, в свой второй год с молодёжной командой «Торонто Сент-Майклз Мейджорс», забил в 43 матчах 39 голов и сделал 27 результативных передач, став основным центром нападения команды и заработав прозвище «Кнут» (англ. The Whip).
После этого «Сент-Майклз» освободили игрока с тем, чтобы он перешёл в другой клуб торонтской системы — «Мальборос». Однако вместо этого с молодым нападающим заключил контракт клуб «Гуэлф Билтморз», как и «Сент-Майклз», выступавший в чемпионате Хоккейной ассоциации Онтарио (OHA). Владелец клуба Рой Мейсон гарантировал Маршаллу зарплату в 2500 долларов в год, контракт включал также бонусы за результативность. Сумма контракта была беспрецедентно высокой для лиги, что вызвало опасения в других командах, ведущие игроки которых могли также потребовать повышения зарплат. Однако в результате разбирательства в руководстве OHA договор Маршалла с «Гуэлфом» был признан законным. В первой же игре за новую команду он забил два гола.
Вскоре после этого конфликт возобновился, поскольку один из игроков, права на которых «Гуэлф» передал «Сент-Майклз» за Маршалла, отказался выступать в торонтской команде. Руководство лиги сочло, что условия контракта нарушены, и потребовало от Маршалла вернуться в Торонто. Он выполнил это требование и продолжил успешно выступать за свой прежний клуб, в частности, в игре 27 ноября 1950 года забив пять шайб в ворота «Уотерлу Харрикейнз». Однако события осени 1950 года оказали критические влияние на его дальнейшую профессиональную карьеру: руководитель «Мейпл Лифс» Конн Смайт не простил Маршаллу попытки покинуть его клуб и в дальнейшем с одной стороны практически не давал играть в основном составе команды в НХЛ, а с другой — всячески препятствовал обмену в любой другой клуб.
Профессиональную карьеру Маршалл начал в сезоне 1951/1952, когда играл за клуб Атлантической старшей хоккейной лиги «Шарлоттаун Айлендерс». В свой единственный сезон с этой командой он забросил 50 шайб и сделал 44 результативных передачи. После этого Маршалла снова призвали в фарм-клуб «Торонто» — «Питтсбург Хорнетс», выступавший в Американской хоккейной лиге. В первый же сезон в «Хорнетс» он набрал 66 очков по системе «гол плюс пас» в 62 играх (27 голов и 39 результативных передач). В этом же сезоне он дебютировал в НХЛ, сыграв за «Мейпл Лифс» в двух матчах регулярного сезона — 28 февраля и 1 марта 1953 года.
Маршалл оставался игроком «Хорнетс» ещё четыре года — до сезона 1955/1956. Свой самый длинный отрезок в НХЛ он провёл в сезоне 1954/1955, заменяя травмированного Тода Слоана. Молодой нападающий сыграл в этом сезоне за «Лифс» в 19 встречах, забил один гол и сделал четыре результативных паса. За весь остаток карьеры он провёл в НХЛ ещё лишь 15 игр (6 в сезоне 1955/1956 и 9 в сезоне 1958/1959) и за эти матчи сделал лишь один результативный пас.
В АХЛ карьера Маршалла, напротив, складывалась успешно. В сезоне 1954/1955 он за 46 матчей с «Питтсбургом» набрал 48 очков по системе «гол плюс пас» и стал с этим клубом обладателем Кубка Колдера — трофея, вручаемого за победу в чемпионате лиги. На следующий год, помимо шести игр в составе «Мейпл Лифс», он провёл 58 матчей за «Хорнетс» и набрал 97 очков (в том числе забив 45 голов). В январе 1956 года Маршалл принял участие в матче «Питтсбурга» против сборной всех звёзд АХЛ и за минуту до конца сравнял счёт в игре, завершившейся вничью 4:4. По итогам сезона он был включён в символическую первую сборную АХЛ.
Этот сезон, однако, стал последним в истории «Питтсбург Хорнетс». Их стадион был снесён, а клуб прекратил своё существование. «Мейпл Лифс» продали права на Маршалла «Детройту», и следующие два года он провёл в другой команде АХЛ — «Херши Бэрс». В 1957 году, как и за год до этого, он занял второе место среди лучших бомбардиров АХЛ (94 очка), а в 1958 году возглавил этот список со 104 очками и стал обладателем Джон Би Солленбергер Трофи — приза за лучшую результативность в регулярном сезоне. В плей-офф Кубка Колдера Маршалл принёс «Херши» ещё 19 очков (включая 10 голов) и во второй раз за карьеру завоевал чемпионское звание.
В начале сезона 1958/1959 «Торонто» снова выкупил права на Маршалла, и тот провёл по несколько игр в НХЛ и в фарм-клубе «Лифс» в АХЛ «Рочестер Американс». Однако вскоре его отдали в аренду обратно в «Херши», и он во второй раз подряд (и в третий за карьеру) стал с этим клубом обладателем Кубка Колдера.
На протяжении нескольких следующих сезонов Маршалл регулярно продолжал набирать в АХЛ в среднем больше одного очка за матч. В частности, в сезоне 1961/1962 он принёл «Бэрс» 95 очков за сезон, включая 65 результативных передач, и был включён во вторую символическую сборную АХЛ. В 32 года его продали в другой клуб той же лиги «Провиденс Редс», и в свой первый сезон с новой командой он набрал 83 очка (включая 5 голов в матче против «Спрингфилда»). В преддверии сезона 1964/1965 «Редс» провели показательный матч против выигравших предыдущий регулярный сезон в НХЛ «Монреаль Канадиенс» и победили со счётом 5:2. Из пяти голов своей команды Маршалл забил три.
В следующие два года результативность нападающего падала, и перед сезоном 1966/1967 его продали в «Балтимор Клипперс». Там Маршалл снова сыграл результативный первый сезон, принеся новой команде 89 очков. Он провёл в «Балтиморе» ещё четыре года, покинув команду после сезона 1970/1971. В последний раз Маршалл вернулся в АХЛ в конце следующего сезона, во второй раз присоединившись к «Рочестер Американс». Это был его 20-й сезон в лиге. Маршалл является совладельцем рекорда АХЛ по количеству сыгранных сезонов. За отрезок чемпионата, проведённый в «Рочестере», он также улучшил рекорд АХЛ по количеству голов, принадлежавший Фреду Гловеру, и завершил карьеру единоличным обладателем целого ряда рекордов АХЛ, не побитых с тех пор:
- по количеству проведённых игр (1205);
- по количеству голов (523);
- по количеству результативных передач (852);
- по очкам по системе «гол плюс пас» (1325);
- по количеству хет-триков (25).

Кроме того, Маршаллу принадлежат рекорды плей-офф Кубка Колдера по количеству результативных передач (71) и по очкам (119).
По завершении игровой карьеры на протяжении двух сезонов тренировал команды Южно-онтарийской юношеской хоккейной лиги. Позже, будучи верующим христианином, опубликовал за свой счёт несколько сборников стихов религиозного содержания. Издал также автобиографию «Мой обледенелый путь к кресту — история Уилли Маршалла» (англ. My Icy Road to the Cross – The Willie Marshall Story). Умер в июне 2023 года у себя дома в Лебаноне (Пенсильвания), пережив жену Барбару и оставив после себя сына и трёх дочерей.

## Игровая статистика
| 1948-49          | Торонто Сент-Майклз Мейджорс | OHA              | 32   | 13  | 18  | 31   | 14  | —   | —  | —  | —   | —  |
| 1949-50          | Торонто Сент-Майклз Мейджорс | OHA              | 48   | 39  | 27  | 66   | 32  | 5   | 6  | 1  | 7   | 10 |
| 1950-51          | Гуэлф Билтморз               | OHA              | 4    | 4   | 3   | 7    | 2   | —   | —  | —  | —   | —  |
| 1950-51          | Торонто Сент-Майклз Мейджорс | OHA              | 43   | 29  | 30  | 59   | 20  | 6   | 1  | 1  | 2   | 2  |
| 1951-52          | Шарлоттаун Айлендерс         | MMHL             | 84   | 50  | 44  | 94   | 89  | —   | —  | —  | —   | —  |
| 1952-53          | Питтсбург Хорнетс            | АХЛ              | 62   | 27  | 39  | 66   | 58  | 10  | 1  | 8  | 9   | 13 |
| 1952-53          | Торонто Мейпл Лифс           | НХЛ              | 2    | 0   | 0   | 0    | 0   | —   | —  | —  | —   | —  |
| 1953-54          | Питтсбург Хорнетс            | АХЛ              | 61   | 28  | 45  | 73   | 41  | 5   | 1  | 4  | 5   | 2  |
| 1954-55          | Питтсбург Хорнетс            | АХЛ              | 46   | 23  | 25  | 48   | 37  | 10  | 9  | 7  | 16  | 6  |
| 1954-55          | Торонто Мейпл Лифс           | НХЛ              | 16   | 1   | 4   | 5    | 0   | —   | —  | —  | —   | —  |
| 1955-56          | Питтсбург Хорнетс            | АХЛ              | 58   | 45  | 52  | 97   | 47  | 4   | 2  | 1  | 3   | 0  |
| 1955-56          | Торонто Мейпл Лифс           | НХЛ              | 6    | 0   | 0   | 0    | 0   | —   | —  | —  | —   | —  |
| 1956-57          | Херши Бэрс                   | АХЛ              | 64   | 35  | 59  | 94   | 18  | 7   | 3  | 7  | 10  | 4  |
| 1957-58          | Херши Бэрс                   | АХЛ              | 68   | 40  | 64  | 104  | 56  | 11  | 10 | 9  | 19  | 6  |
| 1958-59          | Рочестер Американс           | АХЛ              | 19   | 7   | 16  | 23   | 6   | —   | —  | —  | —   | —  |
| 1958-59          | Торонто Мейпл Лифс           | НХЛ              | 9    | 0   | 1   | 1    | 2   | —   | —  | —  | —   | —  |
| 1958-59          | Херши Бэрс                   | АХЛ              | 37   | 22  | 16  | 38   | 4   | 9   | 5  | 2  | 7   | 0  |
| 1959-60          | Херши Бэрс                   | АХЛ              | 72   | 38  | 40  | 78   | 99  | —   | —  | —  | —   | —  |
| 1960-61          | Херши Бэрс                   | АХЛ              | 56   | 25  | 44  | 69   | 36  | 7   | 3  | 5  | 8   | 2  |
| 1961-62          | Херши Бэрс                   | АХЛ              | 70   | 30  | 65  | 95   | 24  | 7   | 0  | 6  | 6   | 0  |
| 1962-63          | Херши Бэрс                   | АХЛ              | 72   | 36  | 56  | 92   | 12  | 15  | 3  | 7  | 10  | 10 |
| 1963-64          | Провиденс Редс               | АХЛ              | 72   | 33  | 50  | 83   | 18  | 3   | 2  | 3  | 5   | 0  |
| 1964-65          | Провиденс Редс               | АХЛ              | 69   | 12  | 44  | 56   | 12  | —   | —  | —  | —   | —  |
| 1965-66          | Провиденс Редс               | АХЛ              | 70   | 13  | 27  | 40   | 8   | —   | —  | —  | —   | —  |
| 1966-67          | Балтимор Клипперс            | АХЛ              | 68   | 33  | 56  | 89   | 22  | 9   | 6  | 7  | 13  | 0  |
| 1967-68          | Балтимор Клипперс            | АХЛ              | 51   | 24  | 41  | 65   | 2   | —   | —  | —  | —   | —  |
| 1968-69          | Балтимор Клипперс            | АХЛ              | 74   | 26  | 52  | 78   | 18  | 4   | 1  | 2  | 3   | 0  |
| 1969-70          | Балтимор Клипперс            | АХЛ              | 42   | 9   | 19  | 28   | 0   | 5   | 2  | 2  | 4   | 0  |
| 1970-71          | Балтимор Клипперс            | АХЛ              | 64   | 15  | 40  | 55   | 0   | 6   | 0  | 1  | 1   | 0  |
| 1971-72          | Толидо Хорнетс               | МХЛ              | 46   | 15  | 32  | 47   | 2   | —   | —  | —  | —   | —  |
| 1971-72          | Рочестер Американс           | АХЛ              | 10   | 2   | 2   | 4    | 2   | —   | —  | —  | —   | —  |
| 1975-76          | Баффало Норсмен              | САХЛ             | 1    | 0   | 0   | 0    | 0   | —   | —  | —  | —   | —  |
| За карьеру в АХЛ | За карьеру в АХЛ             | За карьеру в АХЛ | 1205 | 523 | 852 | 1375 | 520 | 111 | 48 | 71 | 119 | 43 |
| За карьеру в НХЛ | За карьеру в НХЛ             | За карьеру в НХЛ | 33   | 1   | 5   | 6    | 2   | —   | —  | —  | —   | —  |

## Признание
За результативность и роль в командах, за которые играл Маршалл, его уже в период выступлений за «Питтсбург» сравнивали с пятикратным чемпионом НХЛ Тедом Кеннеди, а позже с Уэйном Гретцки. В 2004 году АХЛ объявила об учреждении новой награды Уилли Маршалл Эворд, вручаемой игроку с наибольшим количеством голов в регулярном сезоне, а через два года он стал одним из первых семи человек, чьё имя было включено в списки нового Зала славы АХЛ. «Херши Бэрс» навечно закрепили за Маршаллом номер 16.